# Base aérea de Monchegorsk
La Base aérea de Monchegorsk (en ruso: Аэродром Мончегорск; ICAO: ; IATA: ), es un aeropuerto militar situado 3 km al noreste de Monchegorsk y 18 km al sudoeste de Olenya, en la península de Kola, en el óblast de Murmansk, Rusia. 

## Pista
Monchegorsk dispone de una pista de hormigón en dirección 02/20 de 2.400x40 m. (7.873x131 pies).

## Operaciones militares
El 20 de mayo de 1966 en Monchegorsk se estableció el 67 escuadrón aéreo separado compuesto por dos aviones de alerta temprana Tu-126 (designación OTAN: Moss) equipando el sistema de radar "Liana". El mismo año, el 10 de noviembre la unidad fue trasladada a la ciudad de Šiauliai, en Lituania.
En la década de los 80 fue sede del regimiento de intercepción 174 Gv IAP, que utilizaba aviones MiG-25PDS (designación OTAN: Foxbat-E), durante la década de los 80 y MiG-31 (designación OTAN: Foxhound-A) durante la década de los 90. El regimiento fue disuelto el 1 de septiembre de 2001. Tras la disolución, los MiG-31 pasaron a formar parte del regimiento 458, estacionado en la Kotlas, en el óblast de Arjánguelsk.
También fue sede del regimiento de reconocimiento 98 ORAP volando MiG-25RB (designación OTAN: Foxbat-B), Su-17 (designación OTAN: Fitter-C) Su-24MR (designación OTAN: Fencer-E) y MiG-31.
Actualmente se encuentra estacionado en el aeródromo de grupo aéreo 7000 que presta servicio con aviones Su-24MR (designación OTAN: Fencer-E), Su-24M (designación OTAN: Fencer-D) y helicópteros Mi-8 (designación OTAN: Hip).

## Enlaces externos

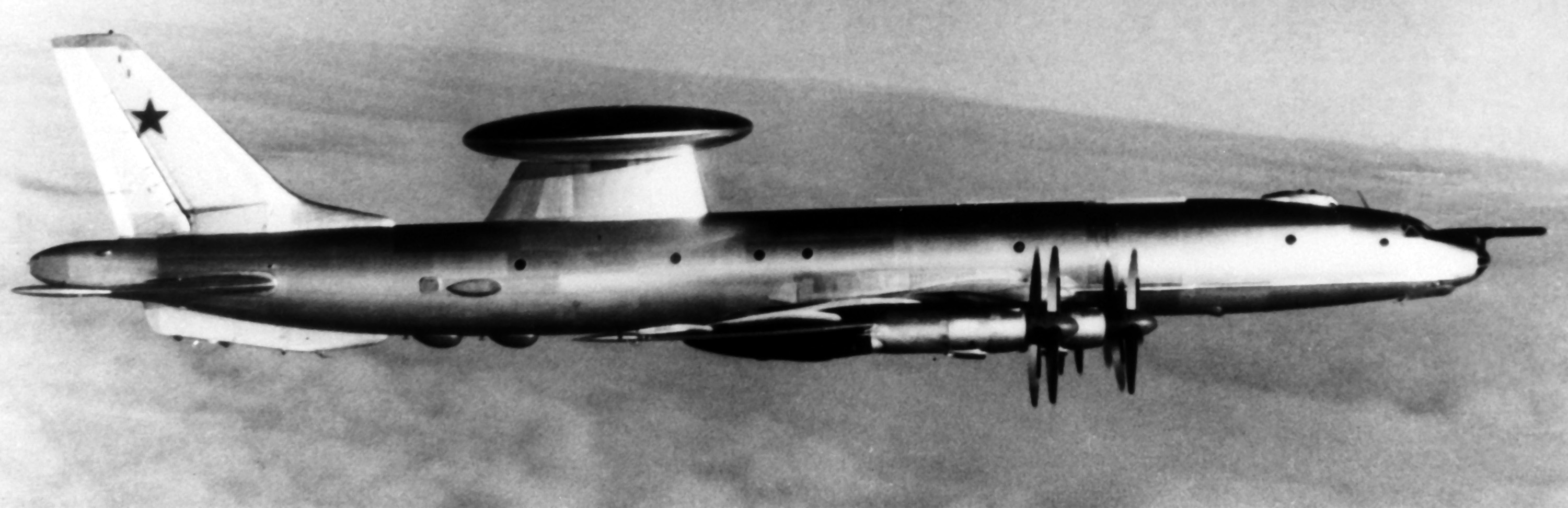
Tu-126 Moss
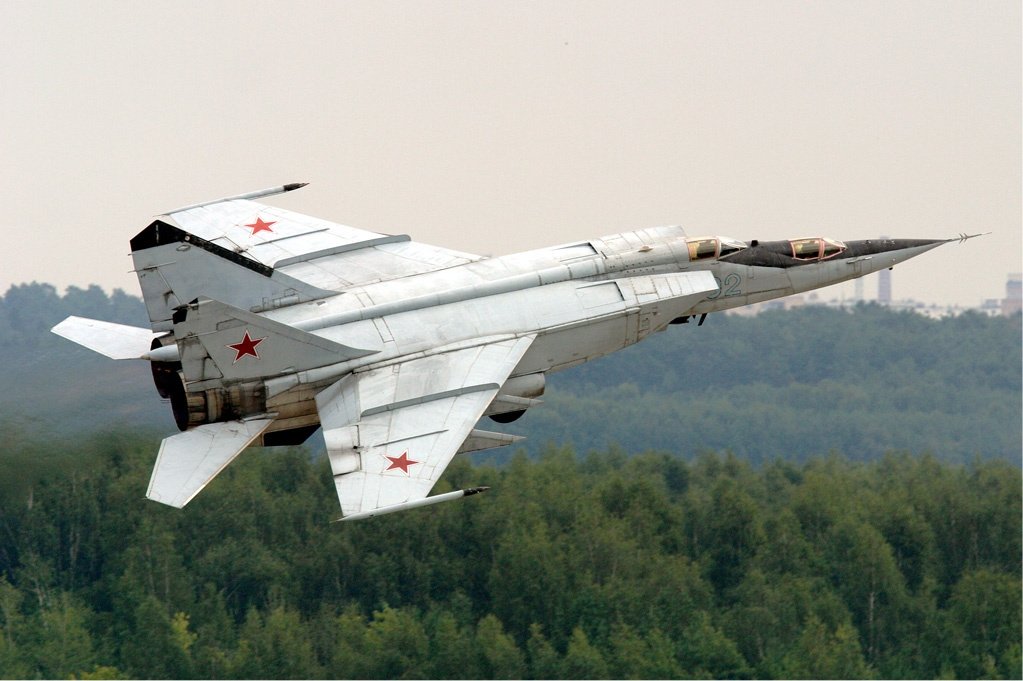
MiG 25 Foxbat
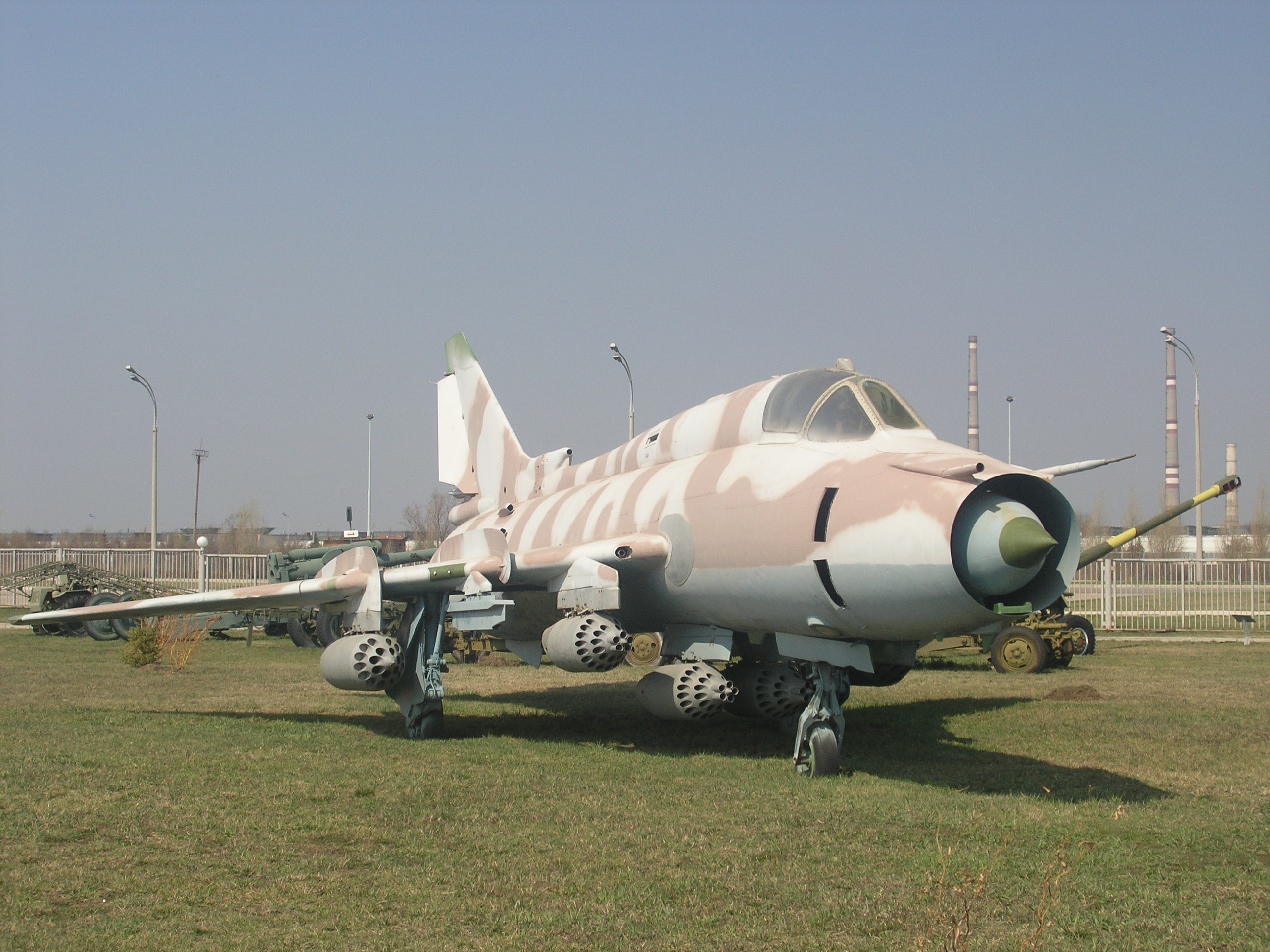
Su-17 Fitter
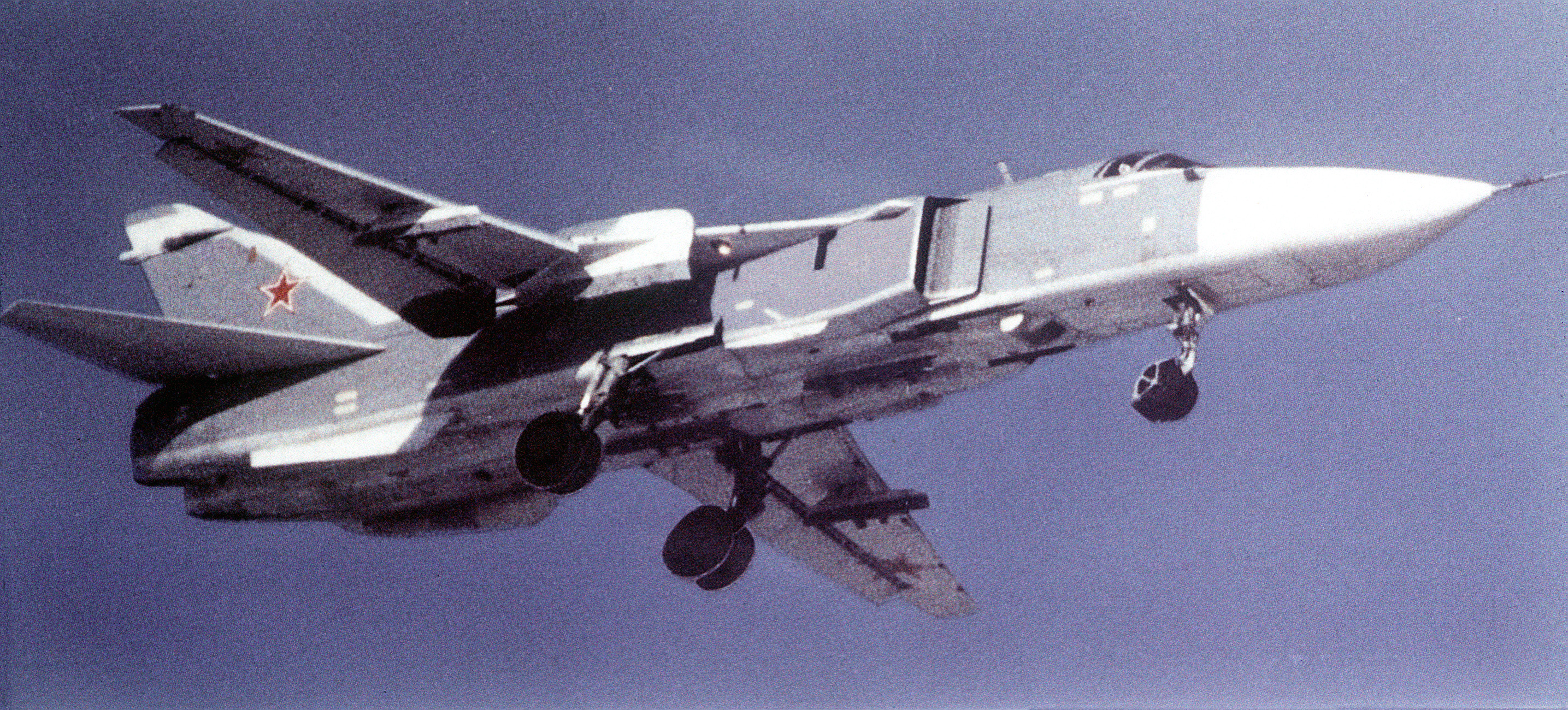
Su-24 Fencer
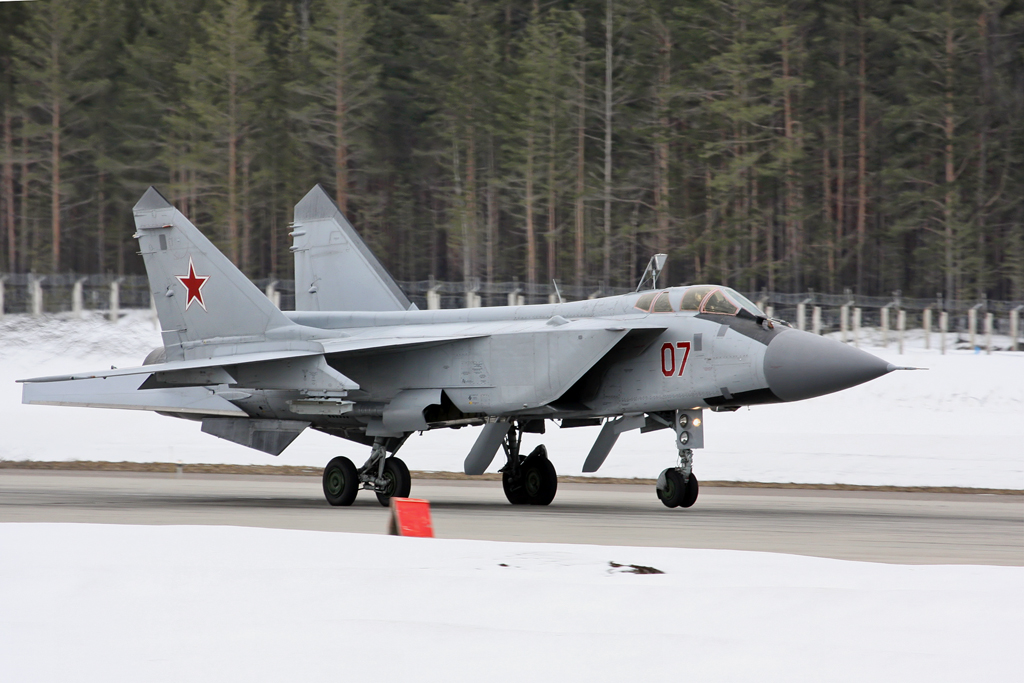
MiG-31 Foxhound
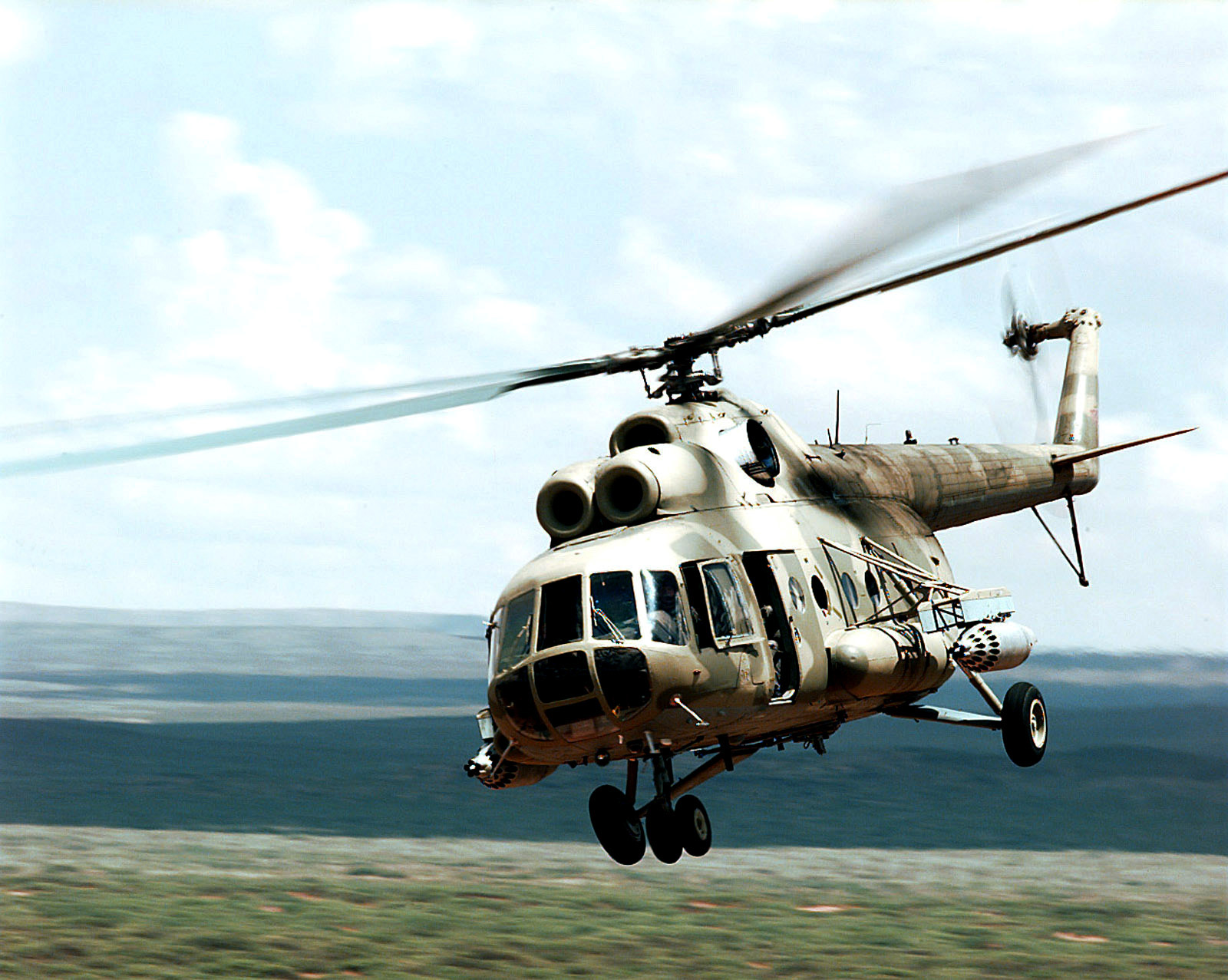
Mi-8 Hip